# Distrito de Mokhotlong
Mokhotlong es un distrito de Lesoto. Tiene una superficie de 4.075 km² y una población de aproximadamente 96.340 hab. (2006). Mokhotlong es la capital del distrito.
- Datos: Q817340
- Multimedia: Mokhotlong District / Q817340